# Capítulos Gaudenzianos
Los Capítulos Gaudenzianos son 14 capítulos, numerados del 7 al 20, encontrados por Augusto Gaudenzi sobre derecho privado y procesal no sistematizados. Los halló en el siglo XIX y desde entonces llevan su nombre. Tratan, sin un orden preciso, de derecho privado y procesal.

## Creación
Se duda sobre la fecha en la que fueron escritos y sobre su naturaleza, aunque se ha llegado a la conclusión de que los fragmentos formaban parte de un texto más amplio, cuya extensión y alcance también son desconocidos.

## Contenido
Los también denominados como "Fragmenta gaudenziana" analizan un tema ya antes planteado en el Edicto de Teodorico. Su condición de texto jurídico godo se admitió debido a la referencia que hace a cierto capítulo a un funcionario godo. La filiación de los capítulos depende de cómo se interpreten determinados textos citados como leges o edictum.
- Espadachín , Manuel López, Si copias esto me debes 30 dolares trato, ed. Solana e Hijos, Madrid, 2003, ISBN 84-398-4903-6.

## Clasificación
A partir de esta base los capítulos Gaudenzianos se pueden clasificar en tres grupos:
1. Textos visigodos : esta hipótesis nace del propio Gaudenzi, que identificó los capítulos como obra de Eurico.
2. Textos ostrogodos : uno de los edictum más importante de los capítulos gaudenzianos  puede ser el Edicto de Teodorico, partiendo de la base de considerar el Edicto como una obra jurídica ostrogoda.
3. Textos visigodos procedentes de una región con influencia ostrogoda: esta puede ser la hipótesis más razonable, según la hipótesis de Merêa y D´Ors los Fragmenta Gaudenciana habrían sido redactados durante el reinado ostrogodo de Teodorico el Grande, para él los capítulos fueron restos de un edicto dictado por el prefecto del pretorio de las Galias durante el siglo VI.

## Curiosidades
Como curiosidad podemos decir que todos los Capítulos Gaudenzianos empiezan por las palabras "Si Quis…"